# تجمع عرتبة (حجر الصيعر)

تعديل مصدري - تعديل

تجمع عرتبة هي إحدى قرى عزلة حجر الصيعر بمديرية حجر الصيعر التابعة لمحافظة حضرموت، بلغ تعداد سكانها 76 نسمة حسب تعداد اليمن لعام 2004.